# Coelotes osamui
Coelotes osamui là một loài nhện trong họ Amaurobiidae.
Loài này thuộc chi Coelotes. Coelotes osamui được miêu tả năm 2009 bởi Nishikawa.